# Cephalopholis boenak
Cephalopholis boenak är en fiskart som först beskrevs av Bloch, 1790.  Cephalopholis boenak ingår i släktet Cephalopholis och familjen havsabborrfiskar. IUCN kategoriserar arten globalt som livskraftig. Inga underarter finns listade i Catalogue of Life.